# Goetheplatz 9a

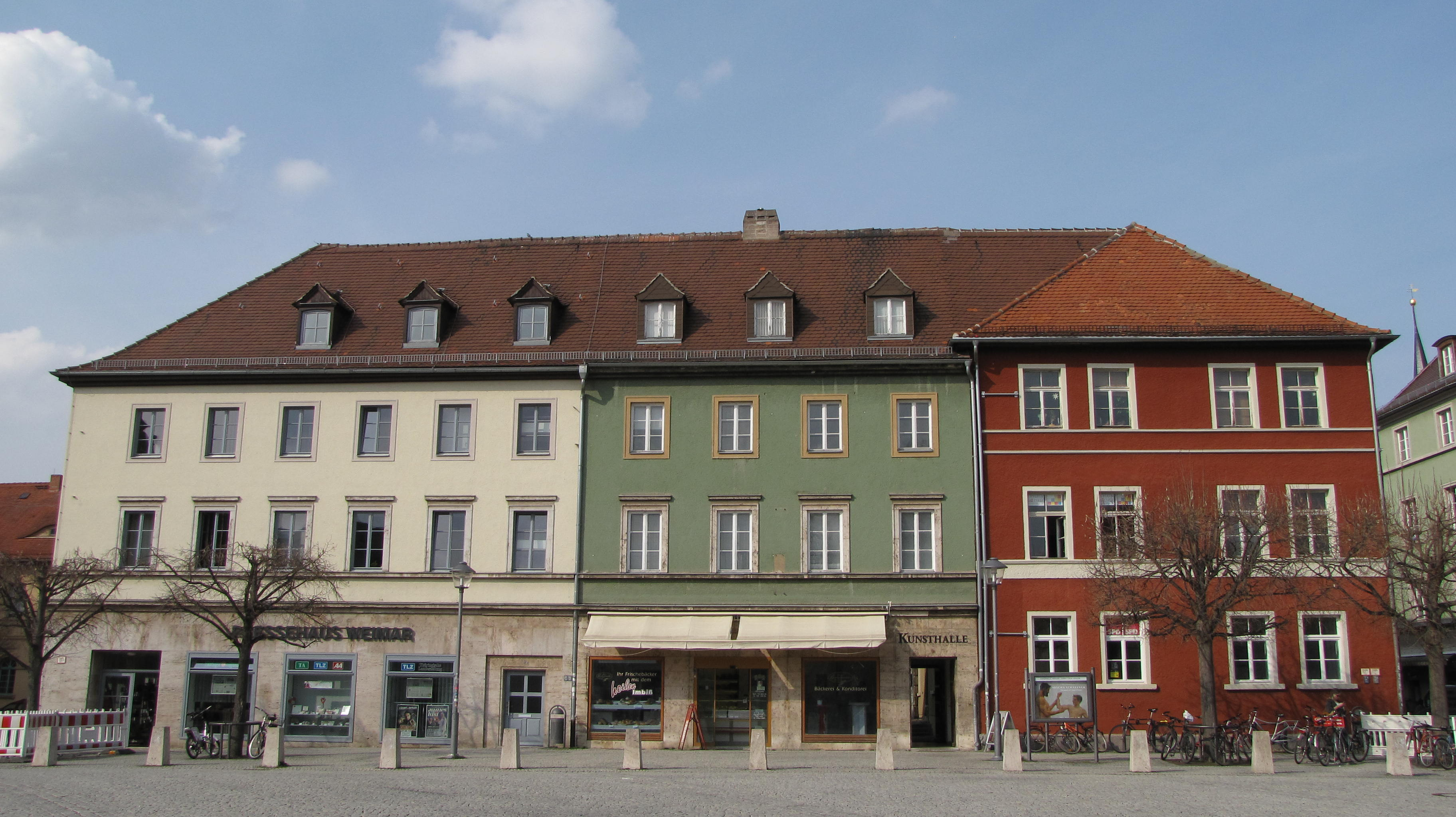
Pressehaus Weimar und ehemaliges Rentamt

An der Anschrift Goetheplatz 9a in Weimar befindet sich das Pressehaus Weimar. Das mehrgeschossige Gebäude steht an der Kreuzung zur Karl-Liebknecht-Straße bzw. zum Graben.

## Geschichte
Es entstand 1937 und war in die nationalsozialistische Stadtplanung eingebunden ebenso wie die in seiner Nähe befindlichen Gebäude Goetheplatz 9, das ehemalige Rentamt, das vor der Kunsthalle errichtet wurde und es somit verdeckt, und Graben 1. Der Bereich der Jakobsvorstadt war ein Armenviertel, das im Zuge der Entstehung des Gauforum Weimar unerwünscht war. Dies betraf nicht nur den Bereich am Gauforum, sondern u. a. auch die gesamte Ferdinand-Freiligrath-Straße. Zu DDR-Zeiten war das Gebäude Sitz der Redaktion Thüringer Neueste Nachrichten und beherbergte das Geschäft das internationale buch.
Das Pressehaus Weimar ist die Geschäftsstelle der Lokalredaktion der Tageszeitung Thüringer Allgemeine. An der Wand über dem Ladenfenster steht: PRESSEHAUS WEIMAR. Es ist Sitz der Redaktion der Thüringischen Landeszeitung. Chefredakteurin ist seit 2022 Gerlinde Sommer.